# Inocybe fraudans

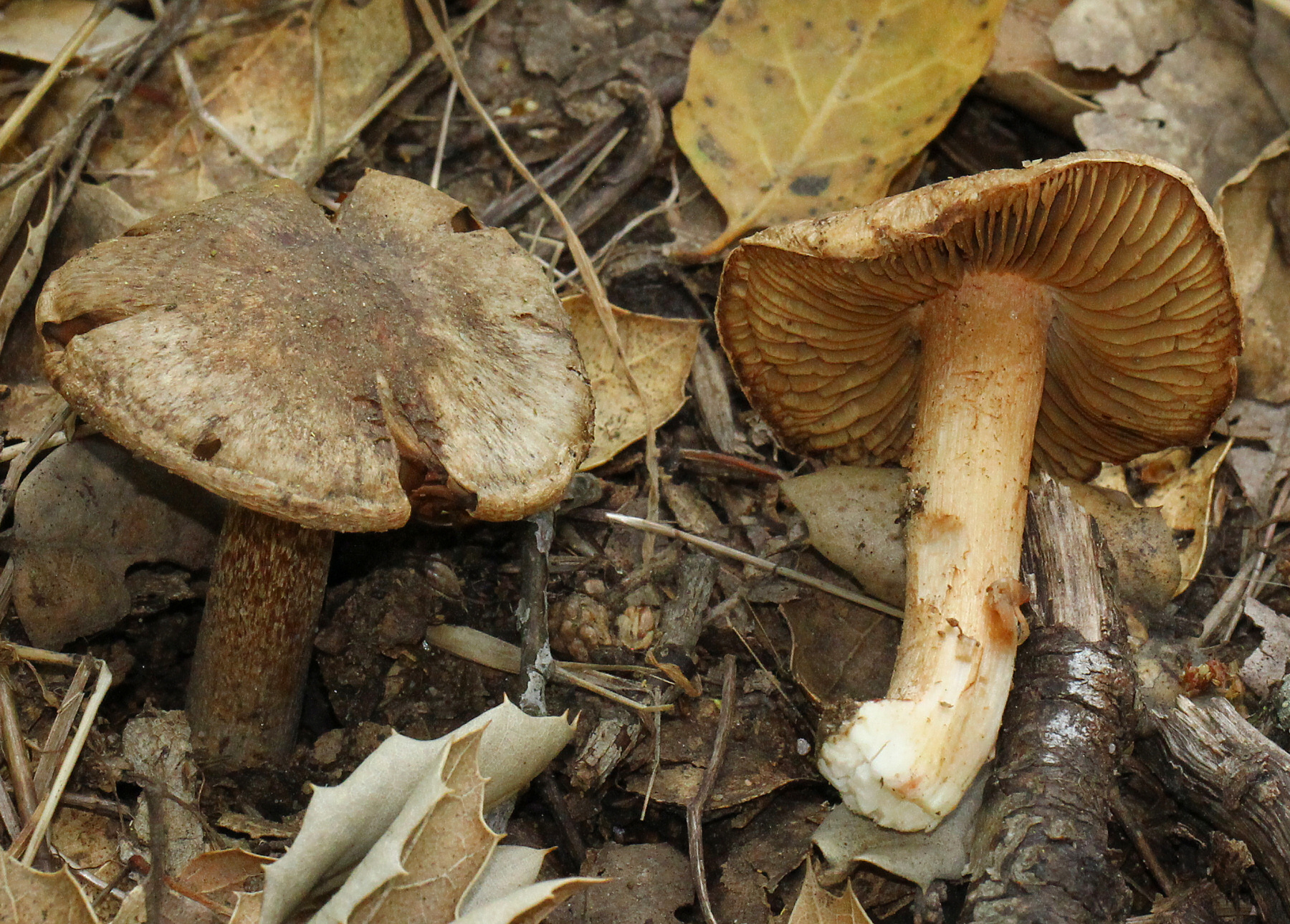

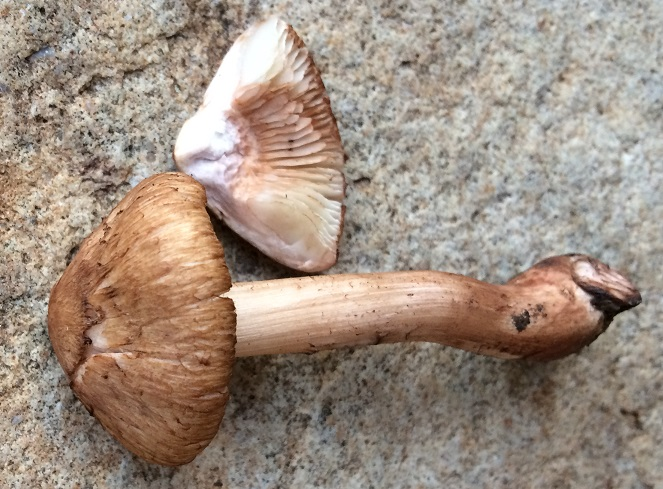

Inocybe fraudans (Britzelm.) Sacc. – gatunek grzybów należący do rodziny strzępiakowatych (Inocybaceae).

## Systematyka i nazewnictwo
Pozycja w klasyfikacji według Index Fungorum: Inocybe, Inocybaceae, Agaricales, Agaricomycetidae, Agaricomycetes, Agaricomycotina, Basidiomycota, Fungi.
Po raz pierwszy opisał go w 1882 r. Max Britzelmayr, nadając mu nazwę Agaricus fraudans. Obecną nazwę nadał mu Pier Andrea Saccardo w 1887 r. Pozostałe synonimy:
- Inocybe corydalina var. albidopallens J.E. Lange 1940
- Inocybe fraudans var. capitatocystidiosa A. Ortega & Esteve-Rav. 1989
- Inocybe fraudans var. chamaesalicis Bon ex Jacobsson 2008[2].

## Morfologia
Kapelusz
Średnica 2,5–16 cm, początkowo stożkowaty, później przechodzący w szeroko stożkowy do szeroko dzwonowatego. Powierzchnia w stanie suchym jedwabista, przechodząca w promieniście poszarpaną i włóknistą, u bardzo młodych okazów biaława, przechodząca w brązowożółtą do brązowawej. Brzeg podwinięty z białawymi resztkami zasnówki w młodości. Po uszkodzeniu zmienia barwę na czerwonawą.
Blaszki
Wąsko przyrośnięte z licznymi międzyblaszkami, początkowo białawe, potem przechodzące w żółtawe i ostatecznie brązowe, po uszkodzeniu czerwonawe.
Trzon
Wysokość 4–6 cm, grubość 0,5–1 cm, cylindryczny, mniej więcej regularny z lekko poszerzoną podstawą. Powierzchnia jedwabista lub naga, biaława, po uszkodzeniu przechodząca w czerwonawą, a następnie brązową.
Miąższ
Białawy; po pokrojeniu powoli przebarwiający się na różowo do czerwonawo. Zapach mocny, słodki i pachnący.
Cechy mikroskopowe
Podstawki 4-sterygmowe. Pleurocystydy do 75 × 15 µm, szeroko butelkowate do workowatych z inkrustowanymi wierzchołkami i ścianami o grubości często ponad 2 µm. Cheilocystydy podobne, ale mniejsze, o grubości ścianek mniejszej niż 2 µm. Trama blaszek równoległa. Zarodniki 8-11 × 4,5-6,5 µm, migdałowate, gładkie, pod działaniem KOH bladobrązowe. Skórka kapelusza typu cutis, złożona z promieniście ułożonych, drobno inkrustowanych strzępek ze sprzążkami, o szerokości 2,5-10 µm.
Gatunki podobne
Od podobnych gatunków odróżnia się silnym zapachem, przebarwianiem się na czerwono po uszkodzeniu, grubościennymi pleurocystydami i kształtem zarodników.

## Występowanie i siedlisko
Podano występowanie Inocybe fraudans w Europie, Ameryce Północnej i Azji. W Europie jest szeroko rozprzestrzeniony; występuje od Morza Śródziemnego po północne krańce Półwyspu Skandynawskiego. Brak go w wykazie wielkoowocnikowych podstawczaków Polski W. Wojewody z 2003 r., gdyż uznany w nim został za synonim strzępiaka gruszkowonnego Inocybe pyriodora (Pers.) Quel., jednak według Index Fungorum są to odrębne gatunki.